# آب‌انبار شیر حسین
آب‌انبار شیر حسین مربوط به دوره متاخر اسلامی دوره صفوی تا افشار است و در اردکان، محله بازار نو، جنب حسینیه واقع شده و این اثر در تاریخ ۱۵ دی ۱۳۸۷ با شمارهٔ ثبت ۲۴۳۵۳ به‌عنوان یکی از آثار ملی ایران به ثبت رسیده است.